# Glen Rosa
Die Glen Rosa (schottisch-gälisch Gleann Ruasaidh) ist eine Fähre für den Personen- und Fahrzeugtransport, die von Caledonian Maritime Assets Ltd. (CMAL) für den Verkehr an der Westküste von Schottland in Auftrag gegeben wurde. Sie ist das Schwesterschiff der Glen Sannox.

## Geschichte
Die Planungen für den Bau von zwei modernen Fähren mit Dual-Fuel-Antrieb (Diesel sowie LNG) bestehen seit 2014. Im Oktober 2015 wurden die beiden Schiffe bei Ferguson Marine in Port Glasgow zu einem Preis von zusammen 97 Mio. GBP in Auftrag gegeben. Damals war geplant, dass die Baunummer 802 (der Schiffsname wurde erst im August 2023 festgelegt) ab dem Frühjahr 2020 von CalMac Ferries auf der Route zwischen den Inseln Harris, North Uist und Skye eingesetzt werden sollte. 
Nach dem Stapellauf der Glen Sannox im November 2017 kam es jedoch zu massiven Verzögerungen und finanziellen Unregelmäßigkeiten. Nur durch eine Verstaatlichung konnte eine Schließung der Werft verhindert und der Weiterbau der beiden Fähren gewährleistet werden. Aufgrund der Verzögerungen und Baumängel stieg der veranschlagte Preis für die beiden Schiffe auf mindestens 230 Mio. GBP, die Schätzungen zufolge auf 400 Mio. GBP anwachsen könnten. Als Gründe hierfür wurden zwischen dem Auftraggeber, den Aufsichtsbehörden und den Versicherungen nicht abgestimmte Baumaßnahmen am Schiff, Ungereimtheiten bei Design und Projektplanung sowie mangelhafte Arbeiten bei Rohrsystemen im Maschinen- und Generatorraum genannt.
Der Stapellauf der Glen Rosa erfolgte am 9. April 2024. Zwischenzeitlich wurde festgelegt, dass die Glen Rosa ebenfalls zur Isle of Arran und nicht mehr zu den Hebriden zum Einsatz kommen wird. Im Juni 2025 kam es zu einem Wasserschaden durch starken Regen. Für die Montage von weiteren Bauteilen über das Oberdeck waren die Schornsteine abgebaut und nicht richtig abgedeckt worden.

## Namensgebung
Für den Schiffsnamen hatte CMAL im August 2023 zu einer Abstimmung aufgerufen. Zur Wahl standen Namen mit Bezug zur Isle of Arran und schottischen Geschichte: Claymore, Glen Cloy, ein kleines Tal an der Ostküste von Aran, sowie Glen Rosa, ein Tal in der Nähe von Goat Fell. Von über 4844 Teilnehmern stimmten 52 Prozent für Glen Rosa.